# Asteromyrtus angustifolia
Asteromyrtus angustifolia är en myrtenväxtart som först beskrevs av Joseph Gaertner, och fick sitt nu gällande namn av Lyndley Alan Craven. Asteromyrtus angustifolia ingår i släktet Asteromyrtus och familjen myrtenväxter. Inga underarter finns listade i Catalogue of Life.